# رودلف فليش
رودلف فليش (بالإنجليزية: Rudolf Flesch)‏ هو كاتب أمريكي، ولد في 8 مايو 1911 في فيينا في النمسا، وتوفي في 5 أكتوبر 1986 في دوبز فيري في الولايات المتحدة.